# شخرو
شخرو (به لاتین: Shkharow) یک منطقهٔ مسکونی در افغانستان است که در ولایت بدخشان واقع شده‌است.